# Горбань, Мария Александровна
Мари́я Алекса́ндровна Горба́нь (род. 26 декабря 1986, Ярославль, РСФСР, СССР) — российская актриса театра, кино и телевидения, телеведущая.

## Биография и карьера
Родилась 26 декабря 1986 года в городе Ярославле. Отец — Александр Николаевич Горбань (1960—2015), актёр, а затем режиссёр в драматическом театре им. Ф. Волкова. Мать — Лариса Зиброва, актриса Ярославского ТЮЗа. Когда Марии было 6 лет, её семья переехала в Москву.
В 2007 году окончила актёрский факультет ГИТИСа (курс Бориса Морозова). Дипломные спектакли: «Безымянная звезда» Михаила Себастьяна, «Три сестры» А. П. Чехова, «Мандат» Николая Эрдмана.
Впервые на экране появилась в популярном молодёжном телесериале «Простые истины», куда её привёл уже снимающийся там брат Алексей Сутягин.
В 2006 году озвучивала Красавицу в аудио-спектакле «Бесценное сокровище».
В феврале 2010 года снялась в откровенной фотосессии для журнала Maxim, а в июне 2011 — появилась на обложке XXL.
В апреле 2012 года стала соведущей программы «90×60×90» на телеканале «Россия-2».

### Личная жизнь
С 2009 года сожительствовала со словацким защитником московского «Локомотива» Яном Дюрицей. Пара рассталась в 2011 году.
В 2013 году вышла замуж за осветителя Олега Филатова. 6 сентября 2014 года в браке родилась дочь Стефания. В 2018 году супруги развелись.
В начале 2021 года вышла замуж за Кирилла Зоткина. 5 августа 2021 года в браке родился сын Нилан.

## Роль в клипах
- 2004 год — «Время», исполняет Ираклий Пирцхалава.
- 2011 год — «По имени Настя», исполняет Эд Шульжевский.
- 2018 год — «Останься со мной», исполняет Майкл Як.

## Роли в театре
- «Женитьба Бальзаминова» А. Н. Островского — Анфиса
- «Перебор» Бергера Херберта — Ненси
- «Шикарная свадьба» Робина Хоудона (реж. Владимир Устюгов)

## Съёмки в рекламе
- В 2017 году совместно с Дмитрием Нагиевым снялась в рекламном ролике МТС[11].
- В 2018 году снова снялась в рекламе МТС, исполняя роль жены Дмитрия Нагиева.

## Фильмография
| Год       |   | Название                                          | Роль                                                             |
| --------- | - | ------------------------------------------------- | ---------------------------------------------------------------- |
| 2001      | с | Простые истины                                    | девочка в жёлтой кофточке (39)                                   |
| 2002      | с | Кодекс чести                                      | Лена                                                             |
| 2003      | ф | Женская логика 3                                  | Настя                                                            |
| 2003      | с | Козлёнок в молоке                                 | Катя, девушка Одуева                                             |
| 2005      | с | Херувим                                           | снималась                                                        |
| 2007      | с | Марш Турецкого 4                                  | Лена                                                             |
| 2007      | с | Право на счастье                                  | Алиса                                                            |
| 2007      | ф | Слуга государев                                   | придворная                                                       |
| 2007      | с | Служба доверия                                    | Оксана                                                           |
| 2008      | ф | Розыгрыш                                          | Таня Нестерова                                                   |
| 2008      | ф | Улыбка Бога, или Чисто одесская история           | Анна / Алёна                                                     |
| 2008      | с | Я лечу                                            | Лера Чехова                                                      |
| 2009      | с | Высший пилотаж                                    | Мария (Маруся) Волохова                                          |
| 2009      | ф | Кровь не вода                                     | Маша Куликова                                                    |
| 2009      | с | Отблески                                          | Рита Варламова                                                   |
| 2010      | с | Военная разведка: Западный фронт                  | Гражина                                                          |
| 2010      | с | Здесь кто-то есть…                                | Элла                                                             |
| 2010      | с | Робинзон                                          | Маша Балаян                                                      |
| 2011      | ф | Гадкий утёнок                                     | Кристина                                                         |
| 2011      | с | Здесь кто-то есть: Искупление                     | Элла                                                             |
| 2011      | с | Знахарь 2: Охота без правил                       | Лиза                                                             |
| 2011      | с | Игра                                              | Вероника Игоревна Азарова                                        |
| 2012      | ф | Мой капитан                                       | Варвара                                                          |
| 2012      | ф | Пилъ. Курилъ                                      | Анна                                                             |
| 2012      | с | Топтуны                                           | Марина                                                           |
| 2012—2016 | с | Кухня                                             | Кристина Семёновна Алёхина (Нагиева)                             |
| 2013      | с | Братья по обмену                                  | Настя                                                            |
| 2013      | ф | Одессит                                           | Таня Телегина                                                    |
| 2013      | ф | Исцеление                                         | Вика Коновалова                                                  |
| 2014      | ф | Здрасьте, я ваш папа!                             | Маша                                                             |
| 2014      | ф | Ищу жену с ребёнком                               | Вера                                                             |
| 2015      | с | Лондонград                                        | Анастасия, популярная телеведущая кулинарного шоу (25; 26 серии) |
| 2015      | с | Точки опоры (вторая серия)                        | Олеся                                                            |
| 2016      | с | Куба                                              | Ира                                                              |
| 2016      | с | Пляж. Жаркий сезон                                | Ксения                                                           |
| 2016      | ф | 8 лучших свиданий                                 | Елена Васильевна, секретарша                                     |
| 2016      | ф | Неваляшка                                         | Света, подруга Вали                                              |
| 2016—2017 | с | Отель Элеон                                       | Кристина Семёновна Алёхина                                       |
| 2017      | с | Любимцы                                           | Жанна                                                            |
| 2017      | ф | Блюз для сентября                                 | дамочка                                                          |
| 2018      | ф | Женщины против мужчин: Крымские каникулы          | Елена Могучева                                                   |
| 2018      | ф | Жена моего мужа                                   | Алёна Боженова                                                   |
| 2018      | ф | Опасный соблазн                                   | Алла                                                             |
| 2019      | ф | Бабушка лёгкого поведения 2. Престарелые мстители | Варвара Михайловна                                               |
| 2020      | с | Чума!                                             | Банильда                                                         |
| 2021      | с | Проект «Анна Николаевна» 2                        | Юлия Шервуд, сбежавшая невеста Пожарского                        |
| 2022      | с | Модный синдикат                                   | Галина                                                           |
| 2022      | ф | Слуга государев. Режиссёрская версия              | придворная                                                       |
| 2022      | ф | Мальдивы подождут                                 | хозяйка модельного агентства                                     |
| 2023      | с | Тайна пропавшей деревни                           | Татьяна Блок, журналистка, блогер                                |
| 2023      | ф | Поехавшая                                         | камео                                                            |
| 2023      | с | Звёздный суд                                      | Марина Хрумкина                                                  |
| 2024      | ф | Беляковы в отпуске                                | Вика Дубравина                                                   |
| 2024      | с | Мокрые майки                                      | Мара                                                             |
| 2024      | ф | Постучись в мою Тверь                             | Алиса                                                            |

## Телеведущая
- В апреле 2012 года стала соведущей программы «90×60×90» на телеканале «Россия-2».
- 7 августа 2018 года стала соведущей программы «Орёл и решка. Россия» на телеканале «Пятница!».
- 6 апреля 2019 года стала соведущей программы «#ЯЖеМать» («Супер»).

## Призы и награды
- «Фестиваль визуальных искусств» — победа в номинации «Самая обаятельная злодейка» (за фильм «Розыгрыш», июль 2008)[12].
- Премия «Звёздный мост» в области аудиовизуальных искусств — награда в номинации «Актриса» (за фильм «Розыгрыш», 25 ноября 2008).